# Aprile Millo
Aprile Millo (New York, 14 aprile 1958) è un soprano statunitense di origini italiane, nota in particolare per l'assidua presenza presso il Teatro Metropolitan.

## Biografia
Figlia d'arte (i genitori, Giovanni e Margherita, nata Girosi, erano entrambi cantanti lirici), si interessò alla musica già in  giovane età, quando fu istruita principalmente dai genitori. La carriera iniziò nel 1976 alla San Diego Opera come comprimaria: il suo primo ruolo in assoluto fu la Sacerdotessa in Aida. Nel frattempo partecipò a vari concorsi canori in Europa, spesso vincendoli: in particolare si aggiudicò il primo posto nel concorso Voci Verdiane di Busseto.
Nel 1981 ritornò a New York, dove fu messa sotto contratto dal Metropolitan e inclusa nel progetto per i giovani artisti. In quel periodo ebbe modo di lavorare con Elisabeth Schwarzkopf, che la introdusse all'attenzione di Herbert von Karajan, ed ebbe fra i suoi mentori Zinka Milanov, Licia Albanese e Renata Tebaldi.
Il debutto operistico in Europa avvenne nel novembre 1982 alla Badisches Staatstheater Karlsruhe come Aida, seguito in dicembre dal debutto alla Scala come Elvira in Ernani in sostituzione di Mirella Freni. Il debutto come protagonista al Metropolitan fu nel 1984, quando sostituì una collega in Simon Boccanegra. La sua interpretazione ricevette elogi unanimi da parte della critica, con il New York Times che dichiarava che la sua voce era "ampia e luminosa e tale da poter meritare applausi a scena aperta in qualsiasi teatro italiano".
Aprile Millo sviluppò un importante carriera lungo tutti gli anni 80 e l'inizio dei '90, in gran parte presso il Met,  distinguendosi in particolare nelle opere verdiane (oltre alle già citate Aida e Simon Boccanegra, Don Carlo, Un ballo in maschera, La forza del destino), non tralasciando tuttavia il repertorio belcantistico (Guglielmo Tell) e della Giovane Scuola (Andrea Chénier, Cavalleria rusticana).
Un incidente d'auto a Torino nel 1996 interruppe momentaneamente la carriera, che riprese in poco tempo con il ritorno al Met in Simon Boccanegra e Otello. Nel 1997 debuttò al Liceu di Barcellona con Tosca. L'ultima esibizione risale al 2019 con un recital alla Carnegie Hall.

## Vocalità e note artistiche
Dotata di una voce ampia, omogenea nei vari registri, dal timbro ricco e ben sorretta tecnicamente, fu apprezzata dalla critica  come esempio del tipico soprano verdiano.

## Repertorio
| Ruolo                   | Titolo                         | Autore      |
| ----------------------- | ------------------------------ | ----------- |
| Imogene                 | Il pirata                      | Bellini     |
| Margherita              | Mefistofele                    | Boito       |
| Wally                   | La Wally                       | Catalani    |
| Adriana Lecouvreur      | Adriana Lecouvreur             | Cilea       |
| Maddalena di Coigny     | Andrea Chénier                 | Giordano    |
| Zazà                    | Zazà                           | Leoncavallo |
| Santuzza                | Cavalleria rusticana           | Mascagni    |
| Gioconda                | La Gioconda                    | Ponchielli  |
| Floria Tosca            | Tosca                          | Puccini     |
| Minnie                  | La fanciulla del West          | Puccini     |
| Giorgetta               | Il tabarro                     | Puccini     |
| Liù                     | Turandot                       | Puccini     |
| Matilde d'Asburgo       | Guglielmo Tell                 | Rossini     |
| Giselda                 | I Lombardi alla prima crociata | Verdi       |
| Elvira                  | Ernani                         | Verdi       |
| Lida                    | La battaglia di Legnano        | Verdi       |
| Luisa Miller            | Luisa Miller                   | Verdi       |
| Leonora                 | Il trovatore                   | Verdi       |
| Amelia Grimaldi         | Simon Boccanegra               | Verdi       |
| Amelia                  | Un ballo in maschera           | Verdi       |
| Donna Leonora di Vargas | La forza del destino           | Verdi       |
| Aida Sacerdotessa       | Aida                           | Verdi       |
| Desdemona               | Otello                         | Verdi       |